# Gran Premio del Belgio 1975
Il Gran Premio del Belgio 1975 è stata la sesta prova della stagione 1975 del Campionato mondiale di Formula 1. Si è corsa domenica 25 maggio 1975 sul Circuito di Zolder. La gara è stata vinta dall'austriaco Niki Lauda su Ferrari; per il vincitore si trattò del quarto successo nel mondiale. Ha preceduto sul traguardo il sudafricano Jody Scheckter su Tyrrell-Ford Cosworth e l'argentino Carlos Reutemann su Brabham-Ford Cosworth.

## Vigilia

### Aspetti tecnici
Il Circuit Terlaemen di Zolder tornò ad ospitare, per la seconda volta, il Gran Premio del Belgio, dopo che nel anno precedente la gara era stata ospitata dal Circuito di Nivelles, nell'alternanza tra le due strutture.
Dopo i problemi riscontrati nell'edizione del 1973 questa volta la pista si trovò in ottime condizioni. Venne aggiunta una chicane sul rettilineo delle tribune per rallentare la velocità delle vetture.
La Goodyear inviò al gran premio un numero limitato di pneumatici; inoltre le gomme nuove avevano il difetto di sgonfiarsi rapidamente, sicché limitavano la velocità massima che le monoposto potevano raggiungere.

### Aspetti sportivi
Tony Brise prese il posto di Graham Hill nella scuderia omonima, dopo aver esordito nel Gran Premio di Spagna alla Williams. S'iscrisse alla gara anche la scuderia giapponese Maki, che mancava dal Gran Premio d'Austria 1974, con l'australiano Dave Walker (ultima apparizione nel mondiale nel Gran Premio degli Stati Uniti d'America 1972 al volante di una Lotus), ma non prese parte nemmeno alle prove. La Maki aveva annunciato l'utilizzo di pneumatici Firestone.
Al gran premio non parteciparono la Parnelli in quanto Mario Andretti era impegnato nella 500 Miglia di Indianapolis, e l'Ensign in quanto il suo pilota, Roelof Wunderink, si era infortunato in una gara di Formula 5000.

## Qualifiche

### Resoconto
Nella prima giornata di prove fu Carlos Pace su Brabham-Ford Cosworth a far segnare il miglior tempo, davanti a Niki Lauda ed Emerson Fittipaldi. I tempi migliori vennero fatti segnare nell'ultimo quarto d'ora della sessione. In questa però il pilota austriaco venne limitato da uno pneumatico che tendeva a sgonfiarsi e che costrinse Lauda ai box dopo aver fatto segnare il tempo migliore, poco dopo battuto da Pace.
Dopo che alla mattina la pioggia rese impossibile battere i tempi del venerdì, nella seconda sessione del sabato Lauda fece il tempo migliore, ottenendo così la terza pole di seguito. In prima fila si confermò Pace, staccato di quattro decimi. In seconda fila si piazzò Vittorio Brambilla su March, assieme all'altro ferrarista Clay Regazzoni. Al sabato la Goodyear rifornì le scuderie con dei nuovi set di gomme.

### Risultati
Nella sessione di qualifica si è avuta questa situazione:
| Pos | Nº | Pilota             | Costruttore              | Squadra                          | Tempo   | Griglia |
| --- | -- | ------------------ | ------------------------ | -------------------------------- | ------- | ------- |
| 1   | 12 | Niki Lauda         | Ferrari                  | Scuderia Ferrari SpA SEFAC       | 1'25"43 | 1       |
| 2   | 8  | Carlos Pace        | Brabham-Ford Cosworth    | Martini Racing                   | 1'25"47 | 2       |
| 3   | 9  | Vittorio Brambilla | March-Ford Cosworth      | Beta Team March                  | 1'25"66 | 3       |
| 4   | 11 | Clay Regazzoni     | Ferrari                  | Scuderia Ferrari SpA SEFAC       | 1'25"85 | 4       |
| 5   | 16 | Tom Pryce          | Shadow-Ford Cosworth     | UOP Shadow Racing Team           | 1'25"94 | 5       |
| 6   | 7  | Carlos Reutemann   | Brabham-Ford Cosworth    | Martini Racing                   | 1'26"09 | 6       |
| 7   | 23 | Tony Brise         | Hill-Ford Cosworth       | Embassy Racing with Graham Hill  | 1'26"22 | 7       |
| 8   | 1  | Emerson Fittipaldi | McLaren-Ford Cosworth    | Marlboro Team Texaco             | 1'26"26 | 8       |
| 9   | 3  | Jody Scheckter     | Tyrrell-Ford Cosworth    | Elf Team Tyrrell                 | 1'26"36 | 9       |
| 10  | 17 | Jean-Pierre Jarier | Shadow-Ford Cosworth     | UOP Shadow Racing Team           | 1'26"38 | 10      |
| 11  | 24 | James Hunt         | Hesketh-Ford Cosworth    | Hesketh Racing                   | 1'26"51 | 11      |
| 12  | 4  | Patrick Depailler  | Tyrrell-Ford Cosworth    | Elf Team Tyrrell                 | 1'26"74 | 12      |
| 13  | 26 | Alan Jones         | Hesketh-Ford Cosworth    | Custom Made Harry Stiller Racing | 1'27"05 | 13      |
| 14  | 5  | Ronnie Peterson    | Lotus-Ford Cosworth      | John Player Team Lotus           | 1'27"17 | 14      |
| 15  | 2  | Jochen Mass        | McLaren-Ford Cosworth    | Marlboro Team Texaco             | 1'27"38 | 15      |
| 16  | 6  | Jacky Ickx         | Lotus-Ford Cosworth      | John Player Team Lotus           | 1'27"40 | 16      |
| 17  | 21 | Jacques Laffite    | Williams-Ford Cosworth   | Frank Williams Racing Cars       | 1'27"70 | 17      |
| 18  | 18 | John Watson        | Surtees-Ford Cosworth    | Team Surtees                     | 1'28"01 | 18      |
| 19  | 20 | Arturo Merzario    | Williams-Ford Cosworth   | Frank Williams Racing Cars       | 1'28"18 | 19      |
| 20  | 14 | Bob Evans          | BRM                      | Stanley BRM                      | 1'28"57 | 20      |
| 21  | 28 | Mark Donohue       | Penske-Ford Cosworth     | Penske Cars                      | 1'28"65 | 21      |
| 22  | 22 | François Migault   | Hill-Ford Cosworth       | Embassy Racing with Graham Hill  | 1'29"57 | 22      |
| 23  | 10 | Lella Lombardi     | March-Ford Cosworth      | Lavazza March                    | 1'29"71 | 23      |
| 24  | 30 | Wilson Fittipaldi  | Copersucar-Ford Cosworth | Copersucar-Fittipaldi            | 1'30"27 | 24      |

## Gara

### Resoconto
Pace prese subito il comando mentre Brambilla e Lauda duellarono per il secondo posto, seguiti da Regazzoni e Jody Scheckter. Jochen Mass e John Watson si toccarono alla partenza: il tedesco fu costretto al ritiro mentre Watson si fermò ai box per sostituire il musetto. Alan Jones fu costretto anch'egli al ritiro per una collisione con Jacques Laffite mentre l'altra Williams, quella di Arturo Merzario, è fuori a causa della frizione bruciata. All'inizio del secondo giro Regazzoni tentò il sorpasso su Brambilla, la vettura però perse aderenza, e l'elvetico venne passato da Scheckter. Il giro seguente Brambilla passò Lauda, portandosi al secondo posto.
Pace non mantenne a lungo il primo posto: la sua partenza irruente produsse dei problemi ai freni, e fu così costretto a rallentare. Si ritrovò perciò in testa Brambilla, il quale rimase al comando fino al sesto giro, quando venne passato da Lauda che, pochi istanti prima, aveva superato Pace. Brambilla iniziò ad accusare problemi ai freni (montava quelli della Formula 2) che lo costrinsero a rallentare, tanto che venne presto sorpassato da un rimontante Jody Scheckter, che si portò al secondo posto. Dopo dieci giri Lauda comandava il gruppo, davanti a Scheckter, Brambilla, Regazzoni, Pace e Reutemann.
Nei giri seguenti Clay Regazzoni fu autore di una bella rimonta che lo portò prima a passare Brambilla, poi a insidiare Scheckter. La sua vettura però colpì in maniera troppo forte un cordolo, costringendolo a un cambio gomme che lo fece precipitare in dodicesima posizione. Al 25º giro fu Pace ad essere costretto al ritiro per un problema al cambio. In testa Niki Lauda continuò a far segnare tempi imbattibili per gli avversari, aumentando il margine fra lui e gli inseguitori.
Solo Regazzoni riusciva a rispondere ai tempi dell'austriaco, ma ormai era troppo staccato per impensierirlo. Al 47º giro Brambilla è costretto ad entrare ai box per sostituire uno pneumatico troppo consumato dalla guida del pilota italiano che si trovava in grave crisi con i freni. Scalò in terza posizione Reutemann, seguito da Emerson Fittipaldi. Al 54º giro Brambilla si ritirò definitivamente per il problema all'impianto frenante.
Fittipaldi, alle prese con un problema ai freni, venne superato nella lotta per il quarto posto al 59º giro da Patrick Depailler e, pochi giri dopo, anche da Regazzoni, il quale stava recuperando posizioni dopo la sosta aggiuntiva. La vittoria andò a Lauda, che negli ultimi giri dovette rallentare il suo ritmo per uno scarico rotto. Con i 9 punti del primo posto Lauda si portò in testa alla classifica del mondiale, con due punti di vantaggio su Emerson Fittipaldi, che uscì dalla zona punti negli ultimi giri, sorpassato anche da Tom Pryce.

### Risultati
I risultati del gran premio sono i seguenti:
| Pos | No | Pilota             | Costruttore              | Giri | Tempo/Ritiro | Pos.Griglia | Punti |
| --- | -- | ------------------ | ------------------------ | ---- | ------------ | ----------- | ----- |
| 1   | 12 | Niki Lauda         | Ferrari                  | 70   | 1:43'53"98   | 1           | 9     |
| 2   | 3  | Jody Scheckter     | Tyrrell-Ford Cosworth    | 70   | + 19"22      | 9           | 6     |
| 3   | 7  | Carlos Reutemann   | Brabham-Ford Cosworth    | 70   | + 41.82      | 6           | 4     |
| 4   | 4  | Patrick Depailler  | Tyrrell-Ford Cosworth    | 70   | + 1'00"08    | 12          | 3     |
| 5   | 11 | Clay Regazzoni     | Ferrari                  | 70   | + 1'03"84    | 4           | 2     |
| 6   | 16 | Tom Pryce          | Shadow-Ford Cosworth     | 70   | + 1'28"45    | 5           | 1     |
| 7   | 1  | Emerson Fittipaldi | McLaren-Ford Cosworth    | 69   | + 1 Giro     | 8           |       |
| 8   | 8  | Carlos Pace        | Brabham-Ford Cosworth    | 69   | + 1 Giro     | 2           |       |
| 9   | 14 | Bob Evans          | BRM                      | 68   | + 2 Giri     | 20          |       |
| 10  | 18 | John Watson        | Surtees-Ford Cosworth    | 68   | + 2 Giri     | 18          |       |
| 11  | 28 | Mark Donohue       | Penske-Ford Cosworth     | 67   | + 3 Giri     | 21          |       |
| 12  | 30 | Wilson Fittipaldi  | Copersucar-Ford Cosworth | 67   | + 3 Giri     | 24          |       |
| Rit | 22 | François Migault   | Hill-Ford Cosworth       | 57   | Sospensione  | 22          |       |
| Rit | 9  | Vittorio Brambilla | March-Ford Cosworth      | 54   | Freni        | 3           |       |
| Rit | 6  | Jacky Ickx         | Lotus-Ford Cosworth      | 52   | Freni        | 16          |       |
| Rit | 5  | Ronnie Peterson    | Lotus-Ford Cosworth      | 36   | Freni        | 14          |       |
| Rit | 21 | Jacques Laffite    | Williams-Ford Cosworth   | 18   | Cambio       | 23          |       |
| Rit | 10 | Lella Lombardi     | March-Ford Cosworth      | 18   | Motore       | 17          |       |
| Rit | 23 | Tony Brise         | Hill-Ford Cosworth       | 17   | Motore       | 7           |       |
| Rit | 24 | James Hunt         | Hesketh-Ford Cosworth    | 15   | Trasmissione | 11          |       |
| Rit | 17 | Jean-Pierre Jarier | Shadow-Ford Cosworth     | 13   | Testacoda    | 10          |       |
| Rit | 20 | Arturo Merzario    | Williams-Ford Cosworth   | 2    | Acceleratore | 19          |       |
| Rit | 26 | Alan Jones         | Hesketh-Ford Cosworth    | 1    | Incidente    | 13          |       |
| Rit | 2  | Jochen Mass        | McLaren-Ford Cosworth    | 0    | Incidente    | 15          |       |
| NA  | 31 | Roelof Wunderink   | Ensign-Ford Cosworth     |      |              |             |       |
| NA  | 35 | Dave Walker        | Maki-Ford Cosworth       |      |              |             |       |

## Statistiche
Piloti
- 4ª vittoria per Niki Lauda
- 10° podio per Carlos Reutemann

Costruttori
- 54° vittoria per la Ferrari

Motori
- 54ª vittoria per il motore Ford Cosworth

Giri al comando
- Carlos Pace (1-3)
- Vittorio Brambilla (4-5)
- Niki Lauda (6-70)

## Classifiche Mondiali

### Piloti
| Pos | Pilota             | Punti |
| --- | ------------------ | ----- |
| 1   | Niki Lauda         | 23    |
| 2   | Emerson Fittipaldi | 21    |
| 3   | Carlos Pace        | 16    |
| 3   | Carlos Reutemann   | 16    |
| 5   | Jody Scheckter     | 15    |
| 6   | Patrick Depailler  | 11    |
| 7   | Jochen Mass        | 10,5  |
| 8   | Clay Regazzoni     | 8     |
| 9   | James Hunt         | 7     |
| 10  | Jacky Ickx         | 3     |
| 10  | Ronnie Peterson    | 3     |
| 12  | Jean-Pierre Jarier | 1,5   |
| 13  | Vittorio Brambilla | 1     |
| 13  | Tom Pryce          | 1     |
| 15  | Lella Lombardi     | 0,5   |

### Costruttori
| Pos | Costruttori           | Punti |
| --- | --------------------- | ----- |
| 1   | Brabham-Ford Cosworth | 29    |
| 2   | McLaren-Ford Cosworth | 26,5  |
| 3   | Ferrari               | 26    |
| 4   | Tyrrell-Ford Cosworth | 19    |
| 5   | Hesketh-Ford Cosworth | 7     |
| 6   | Lotus-Ford Cosworth   | 6     |
| 7   | Shadow-Ford Cosworth  | 2,5   |
| 8   | March-Ford Cosworth   | 1     |